# Червоное Озеро (Запорожская область)
Червоное Озеро (укр. Червоне Озеро) — село,
Бильмакский поселковый совет,
Бильмакский район,
Запорожская область,
Украина.
Код КОАТУУ — 2322755104. Население по переписи 2001 года составляло 191 человек.

## Географическое положение
Село Червоное Озеро находится у истоков реки Гайчур,
на расстоянии в 2 км от пгт Камыш-Заря.
Рядом проходят автомобильная дорога Т-0819 и
железная дорога, станция Камыш-Зоря в 3-х км.

## Топографические карты
- Лист карты L-37-14 Куйбышево. Масштаб: 1 : 100 000. Состояние местности на 1990 год. Издание 1992 г.